# 낙체의 법칙
낙체의 법칙은 낙하하는 물체에 대한 물리 법칙이다.
금속과 깃털을 같은 높이에서 떨어뜨리는 경우, 갈릴레이가 발견한 낙체의 법칙에 의해 두 물체는 동시에 떨어진다. 이것은 '낙하하는 물체의 빠르기는 무게를 따르지 않으며, 낙하하는 시간이 2배가 되면 낙하 거리는 4({\displaystyle 2^{2}})배로, 시간이 3배가 되면 거리는 9(={\displaystyle 3^{2}}) 배가 된다'라는 법칙이다. 이 법칙은 공기의 저항이 없다면 가벼운 깃털이나 무거운 금속제 공에 똑같이 적용된다.

## 같이 보기
- 운동 방정식
- 자유 낙하
- 중력